# Volební dělitel
Volební dělitel představuje řadu čísel, které dělí zisky stran a rozdělují mandáty. Spolu s volebními kvótami jsou velkou skupinou volebních formulí. Díky volebním dělitelům jsou rozděleny veškeré mandáty v jediném skrutiniu beze zbytku. Na rozdíl od volebních kvót volební dělitelé rozdělují mandáty postupně na základě aktuálních průměrných hlasů. Pro volební dělitele jsou charakteristické číselné řady dělitelů, podle nichž je rozdělujeme.
Mandáty jsou přidělovány až do naplnění potřebného počtu stranám s nejvyšším podílem na tomto dělení. Tímto způsobem se přidělují mandáty na úrovni volebního obvodu. Pokud se rozdělují mandáty na více úrovních, je vyžadováno předběžné vyčlenění určitého počtu mandátů pro každou úroveň.

## Volební dělitelé
- d'Hondtův dělitel – dělí se číselnou řadou 1, 2, 3, 4…
  - Modifikace d'Hondtova dělitele – používá se např. česká modifikace, kdy bývá první číslo změněno na 1,42, nebo estonská modifikace, kdy se používá řada čísel: 1; 2,09; 3,09; 4,09…
- Imperialiho dělitel – dělí se řadou čísel 2, 3, 4, 5…
- Sainte-Laguë dělitel – dělí se řadou čísel 1, 3, 5, 7…
  - Modifikovaný Sainte-Laguëův dělitel (známý též jako Vyrovnávací dělitel) – první dělitel je číslo 1,4, ale pak už následují čísla 3, 5, 7…
- Dánský dělitel – řada čísel 1, 4, 7, 10… V praxi se používá, ale ne pro přidělování mandátů politickým stranám, ale k alokaci kompenzačních mandátů, které jsou stranám přiděleny na celostátní úrovni, z úrovně volebních regionů do volebních obvodů. Nezajišťuje tedy zvýhodnění malých politických stran (takto by totiž hypoteticky působil), ale zajišťuje přidělení kompenzačních mandátů co největšímu okruhu primárních volebních obvodů.[1]
- Huntingtonův dělitel – řada čísel 1,41; 2,45; 3,46; 4,47… (jedná se o druhé odmocniny z 1 × 2; 2 × 3; 3 × 4 atd.)